# Jüdischer Friedhof (Bad Brückenau)
Der Jüdische Friedhof Bad Brückenau in Bad Brückenau, einer Stadt im unterfränkischen Landkreis Bad Kissingen, wurde 1923 errichtet. Er befindet sich am nördlichen Ortsausgang in  Richtung Fulda (erreichbar über die Leimbachstraße), direkt neben dem Waldfriedhof.

## Geschichte
In der Nähe von Bad Brückenau gab es einen älteren jüdischen Friedhof, dessen Lage heute nicht mehr eindeutig festzustellen ist.
Die jüdische Gemeinde Bad Brückenau hatte ihre Toten vor 1924 auf dem jüdischen Friedhof Altengronau beigesetzt. Der neue jüdische Friedhof in Bad Brückenau gehört zu den jüngsten jüdischen Friedhöfen in Bayern, denn er wurde erst 1923 angelegt. Die erste Beisetzung fand am 21. September 1924 statt. Heute sind auf dem 7,59 Ar großen Friedhof noch 23 Grabsteine (Mazewot) erhalten.
Nach 1945 erwarb die Stadt Bad Brückenau einen Großteil des ungenutzten Grundstücks und legte auf ihm und einem angrenzenden Grundstück den kommunalen Waldfriedhof an.

## Gedenken
Im Jahr 1987 wurde auf dem Waldfriedhof ein Gedenkstein zur Erinnerung an die jüdische Gemeinde in Bad Brückenau und ihre 1938 zerstörte Synagoge errichtet. Die Inschrift lautet: Zum Gedenken an die Heilige Gemeinde Brückenau. Die Stadt Bad Brückenau gedenkt ihrer ehemaligen jüdischen Mitbürger. Die Synagoge stand Unterhainstraße Nr. 24 und diente dem Gebet bis zu ihrer Vernichtung in der Pogromnacht des 9./10. November 1938. In der Zeit der schwersten Verfolgung erlosch die jüdische Gemeinde 1939. Zur Mahnung und zum Gedenken. Dieses Grundstück war ehemals Eigentum der jüdischen Kultusgemeinde Brückenau.